# Lotte Laserstein
Lotte Laserstein, nascida em 28 de novembro de 1898 em Preuβisch Holland, uma pequena cidade na Prússia Oriental (hoje esta cidade faz parte da Polônia e se chama Pasłęk) e morreu em 21 de janeiro de 1993 em Kalmar, na Suécia, foi uma pintora e retratista alemã e sueca.
Ela era uma artista de pinturas figurativas na República de Weimar, na Alemanha. O regime nacional-socialista e seu antissemitismo a forçaram a deixar a Alemanha em 1937 e emigrar para a Suécia. Na Suécia, ela continuou a trabalhar como retratista e pintora de paisagens até sua morte. As pinturas que ela criou durante as décadas de 1920 e 1930 se encaixam no movimento da Nova Objetividade na Alemanha.
Ela recebeu seu treinamento artístico na Academia Prussiana de Artes (Preußische Akademie der Künste), na qual ingressou logo após alunas serem permitidas. Lá, Laserstein estudou com Erich Wolfsfeld. Em seus dois últimos anos na academia, ela avançou para se tornar uma de suas 'Atelier Meisterschüler' ou 'aluna estrela'. Isso lhe deu direito a seu próprio estúdio, bem como livre acesso a modelos.